# 登卡尼科泰
登卡尼科泰（Denkanikottai），是印度泰米尔纳德邦Dharmapuri县的一个城镇。总人口19331（2001年）。

## 人口
该地2001年总人口19331人，其中男性9959人，女性9372人；0—6岁人口2709人，其中男1360人，女1349人；识字率63.34%，其中男性为69.57%，女性为56.73%。